# Llistada de Arbúcies
Llistada de Arbúcies es el nombre de una variedad cultivar de manzano (Malus domestica) Esta manzana está cultivada en la colección de germoplasma de manzanas del CSIC, así mismo también está cultivada en la colección particular de manzanas de Cataluña "El pomari del Emili". Esta manzana es originaria de la Comunidad autónoma de Cataluña, Arbucias comarca de la Selva zona del Montseny, Gerona, donde tuvo su mejor época de cultivo comercial antes de la década de 1960.

## Sinónimos
- "Poma Llistada de Arbúcies",[7]
- "Manzana Rayada de Arbucias".[8]

## Historia
'Llistada de Arbúcies' es una variedad de manzana de Cataluña, cuyo cultivo conoció cierta expansión en el pasado, pero que a causa de su constante regresión en el cultivo comercial no conservaban apenas importancia y prácticamente habían desaparecido de las nuevas plantaciones en 1971, así hay variedades tales como 'Camuesa de Llobregat' y 'Manyaga' que constituían en 1960 el 70% de la producción de manzana en la provincia de Barcelona y se encontraba la primera en otras nueve provincias y la segunda en seis y 'Normanda' que estaba muy difundida hasta 1960 entre los viveristas de Aragón (representaba el 25% de la cosecha en la cuenca del Jiloca). En 1971 Puerta-Romero y Veirat sólo encontraron 184 ha de “Manyaga” (el 31% con más de 20 años), 81 ha de “Camuesa de Llobregat” (el 36% con más de 20 años) y ya no citan al cultivar “Normanda”.
'Llistada de Arbúcies' está considerada incluida en las variedades locales autóctonas muy antiguas, cuyo cultivo se centraba en comarcas muy definidas. Se caracterizaban por su buena adaptación a sus ecosistemas y podrían tener interés genético en virtud de su adaptación. Se encontraban diseminadas por todas las regiones fruteras españolas, aunque eran especialmente frecuentes en la España húmeda. Estas se podían clasificar en dos subgrupos: de mesa y de sidra (aunque algunas tenían aptitud mixta).
'Llistada de Arbúcies' es una variedad clasificada como de mesa; difundido su cultivo en el pasado por los viveros comerciales y cuyo cultivo en la actualidad se ha reducido a huertos familiares y jardines privados.

## Características
El manzano de la variedad 'Llistada de Arbúcies' tiene un vigor alto; tubo del cáliz estrecho, pequeño, con los estambres insertos en la mitad.
La variedad de manzana 'Llistada de Arbúcies' tiene un fruto de tamaño medio; forma cónica achatada, aplastada en su cima, con contorno irregular, un eje de la zona peduncular más alargado que el resto, y levemente acostillado; piel fina, lisa y brillante; con color de fondo amarillo claro, sobre color muy importante, siendo el color del sobre color rojo intenso, siendo su reparto en chapa/rayas, presentando chapa de color amarillento y rojo, con rayas de rojo más oscuras que cubre casi toda la superficie con una serie de bandas rojo oscuro que cubren desde cavidad peduncular a calicina, muestra un punteado abundante, pequeño, blanquinoso o ruginoso, y una sensibilidad al "russeting" (pardeamiento áspero superficial que presentan algunas variedades) débil; pedúnculo de mediana longitud y grosor medio, más estrecho en la parte central, con engrosamiento al final, que sobresale un tercio de la cavidad, anchura de la cavidad peduncular relativamente estrecha, profundidad cavidad pedúncular profunda, en el fondo un ruginoso verdoso grisáceo que no sobrepasa el borde, y con una importancia del "russeting" en cavidad peduncular medio; anchura de la cavidad calicina es poco ancha, profundidad de la cavidad calicina profunda, fruncida en el fondo y marcando ondulado más o menos notable en el borde, y con importancia del "russeting" en cavidad calicina débil; ojo característicamente pequeño y entreabierto; sépalos largos, puntiagudos y vueltos hacia fuera desde por debajo de su mitad dejando en el centro una apertura suavemente pequeña.
Carne de color amarillenta; textura levemente harinosa; sabor poco dulce, poco aromática; corazón pequeño, bulbiforme; eje entreabierto; celdas alargadas y cartilaginosas; semillas pequeñas ovadas.
La manzana 'Llistada de Arbúcies' tiene una época de maduración y recolección tardía, madura en el otoño, desde finales de septiembre a mediados de octubre. No tiene una buena conservación. Se usa como manzana de mesa fresca.